# Douglas C-54 Skymaster
Douglas C-54 Skymaster je štirimotorno propelersko vojaško transportno letalo ameriškega proizvajalca Douglas Aircraft Company. Uporabljal se je med 2. svetovno vojno in Korejsko vojno. Kot Douglas C-47 Skytrain, ki je bil razvit iz potniškega Douglas DC-3, je bil tudi Skymaster razvit iz potniškega Douglas DC-4.
Poleg prevažanja tovora, se je C-54 uporabljal tudi za prevoz predsednikov (kot Air Force One), premierov in vojaškega osebja. Različne verzije so se uporabljale za iskanje in reševanje, znanstvene raziskave, humanitarno pomoč in drugo. Med Berlinsko blokado je dovažal premog in hrano v Zahodni Berlin.
Razvoj DC-4 se je začel leta 1935 po zahtevi letalske družbe United Air Lines za večjega in bolj sposobnega naslednika DC-3. Novo letalo je poželo zanimanje tudi pri letalskih družbah American Airlines, Eastern Air Lines, Pan American Airways in Transcontinental and Western Air (TWA). 
S kapaciteto 42 potnikov bi imel skoraj dvakrat večjo kapaciteto kot DC-3. DC-4 bi bil tudi prvo veliko letalo z nosnim kolesom (tricikel). Krilo je bilo podobno DC-3. Poganjali so ga štirje 14-valjni zvezdasti motorji Pratt & Whitney Twin Hornet, vsak z močjo 1450 KM.
Skupaj so zgradili 80 DC-4 in 1170 C-54. Po Korejski vojni ga je v vojaške in civilne namene uporabljalo okrog 30 držav po svetu. Ameriška mornarica je za svoja letala uporabljala oznako Douglas R5D.

## Tehnične specifikacije (C-54G)
Splošne karakteristike
- Posadka: 4
- Število sedežev: 50 vojakov
- Dolžina: 93 ft 10 in (28,6 m)
- Razpon kril: 117 ft 6 in (35,8 m)
- Višina: 27 ft 6 in (8,38 m)
- Površina kril: 1460 ft² (136 m²)
- Teža praznega letala: 38930 lb (17660 kg)
- Naložena teža: 62000 lb (28000 kg)
- Maks. vzletna teža: 73000 lb (33000 kg)
- Pogon letala: 4 ×  zvezdasti motorji Pratt & Whitney R-2000-9, 1450 KM (1080 kW)  vsak

 Zmogljivost 
- Maks. hitrost: 275 mph (239 vozlov, 442 km/h)
- Potovalna hitrost: 190 mph (165 vozlov, 310 km/h)
- Doseg: 4000 mi (6400 km)
- Višina leta: 22300 ft (6800 m)
- Obremenitev kril: 42,5 lb/ft² (207 kg/m²)
- Razmerje moč/teža: 0,094 KM/lb (160 W/kg)